# Pro domo sua
Pro domo sua (лат. pro за, мјесто и лат. domus кућа, дом), за своју кућу, за своју корист, за свој рачун, у своме интертесу (говорити, радити)

## Настанак израза
Настао је према Цицероновом говору лат. De domo sua.